# Józef Zarański
Józef Makary Zarański (ur. 10 marca 1903 w Krakowie, zm. 11 lipca 1972 w Londynie) – polski dyplomata i urzędnik konsularny, następnie pracownik Sekcji Polskiej BBC i jej dyrektor (1961-1966)

## Życiorys
Od 1927 pracował w Ministerstwie Spraw Zagranicznych, m.in. jako sekretarz Ambasady RP w Londynie (1931-1934), konsul generalny RP w Wiedniu (20 marca 1938 – wrzesień 1939, z tym, że początkowo funkcję pełnił tymczasowo, a tytuł konsula generalnego otrzymał w maju 1939), delegat rządu RP do spraw uchodźców na Węgrzech (od września 1939-1940), wobec władz węgierskich przedstawiał się jako konsul generalny RP w Budapeszcie (1940- styczeń 1941), ale prawdopodobnie nie miał formalnej nominacji, jesienią 1941 wyjechał do Wielkiej Brytanii, był sekretarzem w Ministerstwie Spraw Zagranicznych (od września 1941-1943), sekretarzem ambasady RP w Londynie (kwiecień 1943-styczeń 1944), szefem sekretariatu Prezesa Rady Ministrów (styczeń 1944-grudzień 1944). Od czerwca 1946 pracował w Sekcji Polskiej BBC, w której przygotowywał m.in. audycje historyczne. Był jej dyrektorem w latach 1960-1966. Autor książki Zagadka katastrofy Gibraltarskiej po 15 latach (1959) wspomnień Świadek wydarzeń. Od Anschlussu do Jałty (Londyn 1968), opracował czwarty tom Diarusza Jana Szembeka (wyd. 1972).
Starszy brat Jana Zarańskiego.
W 1933 został odznaczony Krzyżem Oficerskim Orderu Korony Rumunii, w 1938 polskim Złotym Krzyżem Zasługi, a w 1939 greckim Krzyżem Komandorskim Orderu Feniksa.